# Johann Christian Eschenbach (der Jüngere)
Johann Christian Eschenbach, genannt der Jüngere (* 26. Oktober 1746 in Rostock; † 12. August 1823 ebenda) war ein deutscher Jurist, Professor und mehrmaliger Rektor der Universität Rostock.

## Leben
Johann Christian Eschenbach war der älteste Sohn des Christian Ehrenfried Eschenbach (1712–1788), Mediziner, Stadtphysikus von Rostock und mehrmaliger Rektor der Universität Rostock. Sein gleichnamiger Onkel Johann Christian Eschenbach (der Ältere; 1719–1759) war dort ebenfalls Professor. Ersten Unterricht erhielt er von Privatlehrern und besuchte dann die Große Stadtschule in Rostock. Von 1761 bis 1767 studierte er Rechtswissenschaft an der Universität seiner Vaterstadt, u. a. bei Jacob Heinrich Balecke, Professor und Rostocks Bürgermeister sowie bei Joachim Lucas Stein, dem Kommentator zum Lübschen Recht. Nach einem weiteren Jahr an der Universität Leipzig ließ er sich 1768 in Rostock als Advokat nieder.
Von 1766 bis 1773 war er Mitarbeiter und Herausgeber der „Erneuerten Berichte von gelehrten Sachen“. 1778 erwarb er an der Universität Bützow den Dr. jur. mit der Dissertation „De restitutione in integrum, quae fit brevi manu“. Im November des Jahres erhielt er die Professur der Rechte an der Rostocker Universität als Nachfolger des verstorbenen Balecke. Diese Funktion behielt er auch nach der Wiedervereinigung der Rostocker und Bützower Universitäten im Jahr 1789. Vorlesungen hielt er hauptsächlich zum römischen Recht, Kriminalrecht, mecklenburgischen Staatsrecht und Lehnrecht. Eschenbach hatte großen Einfluss an der Universität; sechsmal wurde er zum Dekan der Juristischen Fakultät und sechsmal zum Rektor der Universität gewählt.
Er machte sich verdient um das mecklenburgische Recht und die mecklenburgische Gelehrtengeschichte durch die Herausgabe der „Annalen der Rostockschen Akademie“, die von 1788 bis 1805 in 13 Auflagen erschienen. Daneben war er Mitarbeiter an den „Wöchentlichen Rostockischen Nachrichten und Anzeigen“. Ab 1801 fungierte er auch als Anwalt der Bürgerschaft; er wurde zum Konsulenten des zweiten bürgerschaftlichen Quartiers (der Vertretung der Gewerke) bestellt.

## Schriften (Auswahl)
- De Restitutione In Integrum, Quae Fit Brevi Manu. Dissertation. 1778
- Gedanken über die Nominalprofessuren auf Akademien. Gedächtnisschrift zum Tod seines Vaters. 1788
- Ausführliche Abhandlung des Peinlichen Processes in Teutschland. 1795
- Beyträge zum Mecklenburgischen Rechte. 2 Bände. 1811/1812
- Von den Principal-Interventionen nach mecklenburgischem Rechte. 1814